# Deutsche Meisterschaft im Straßenrennen 1951

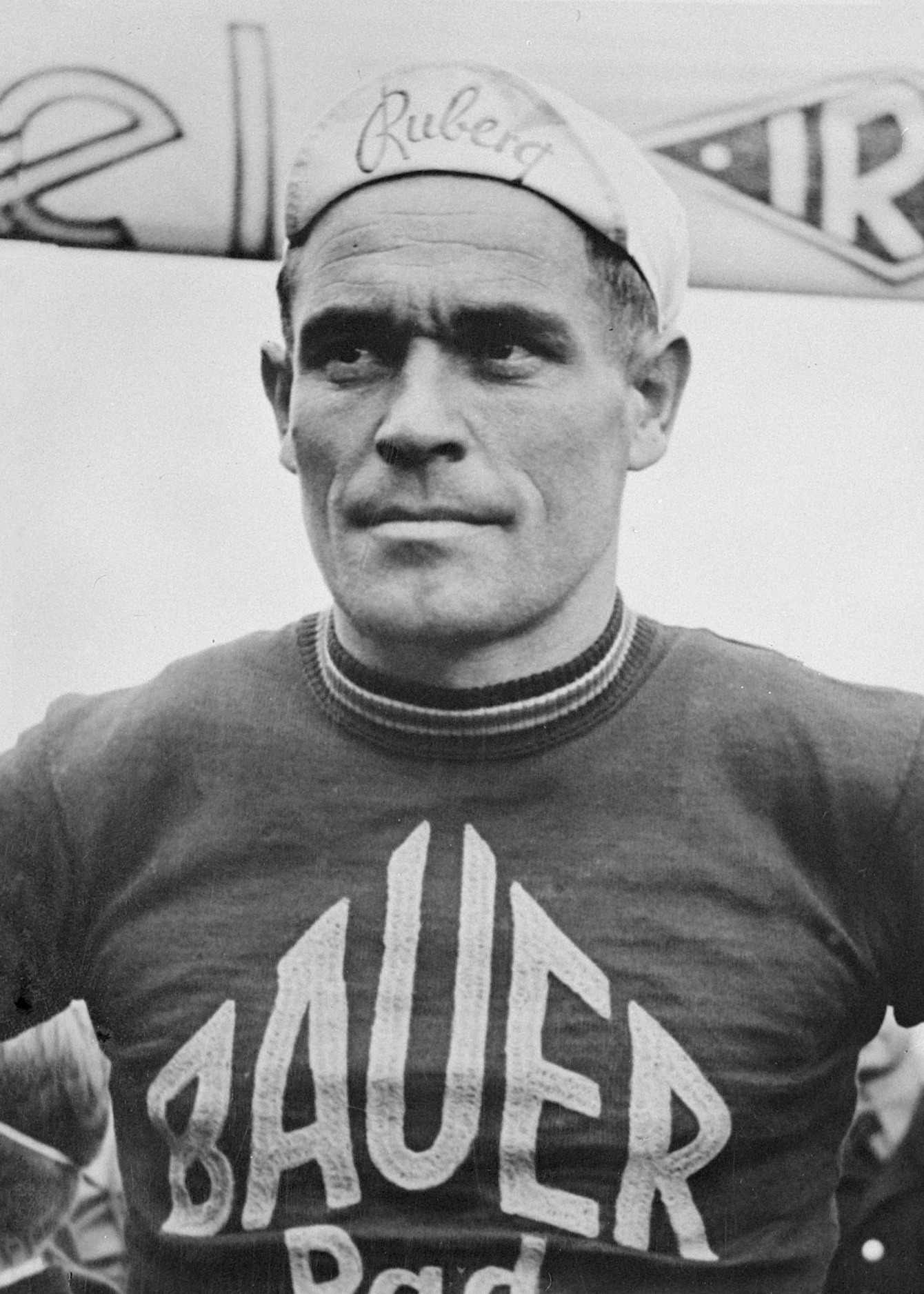
Deutscher Meister 1951 Ludwig Hörmann

Die Deutsche Meisterschaft im Straßenrennen 1951 fand am 19. August statt. Das Rennen führte über 269 Kilometer. Austragungsort war Schwenningen am Neckar, heute ein Stadtteil der Kreisstadt Villingen-Schwenningen in Baden-Württemberg. Es war die 31. Austragung der Deutschen Straßen-Radmeisterschaften für die Berufsfahrer. Sieger wurde Ludwig Hörmann.

## Rennverlauf
Am Start waren 34 Berufsfahrer mit einer Lizenz des Bund Deutscher Radfahrer (BDR). Dazu kamen einige Berufsfahrer aus der DDR, deren Lizenz vom BDR anerkannt wurde. Der Titelverteidiger Erich Bautz war nicht am Start.
Auf der Strecke von Schwenningen über Tuttlingen, Trossingen und Freiburg wurden die Höhen des südlichen Schwarzwalds zweimal überquert.
Insgesamt hatten verschiedene Sponsoren 1500 Mark an Prämien zur Verfügung gestellt, deren erste Hermann Schild gewann. Nach 73 Kilometern initiierte Heinrich Schultenjohann eine Spitzengruppe. Nach 144 Kilometern waren acht Fahrer mit mehr als einer Minute Vorsprung an der Spitze des Rennens. Am Titisee fuhr Ludwig Hörmann mit Heinrich Schwarzer und Günter Bintner ab. Bintner konnte kurz darauf dem Tempo nicht mehr folgen. Den Zielsprint gewann Hörmann mit einer Radlänge. Hörmann gewann auch die Bergwertung des Meisterschaftsrennens. 24 Fahrer kamen ins Ziel.

## Ergebnis
| Platz | Fahrer             | Team       | Zeit (h)       |
| ----- | ------------------ | ---------- | -------------- |
| 0 1.  | Ludwig Hörmann     | Bauer      | 8:00:30        |
| 02.   | Heinrich Schwarzer | Rabeneick  | gl. Zeit       |
| 03.   | Günter Bintner     | Bismarck   | + 6:08 Minuten |
| 04.   | Sepp Berger        | Patria WKC | + 7:47 Minuten |
| 05.   | Werner Holthöfer   | Rabeneick  | gl. Zeit       |
| 06.   | Karl Weimer        | Bauer      | gl. Zeit       |
| 0 …   |                    |            |                |